# Iris cedreti
Iris cedreti är en irisväxtart som beskrevs av John Edward Dinsmore och Chaudhary. Iris cedreti ingår i släktet irisar, och familjen irisväxter.
Artens utbredningsområde är Libanon. Inga underarter finns listade i Catalogue of Life.